# Smartree Romania
Smartree România este o companie de outsourcing din România care oferă servicii de externalizare a proceselor de HR, de la salarizare, administrare de personal, analiză și raportare pentru management, muncă temporară și recrutare , până la consultanță  legislativă în domeniu. La baza acestor servicii se află soluții software dezvoltate intern, construite în urma experienței acumulate de Smartree România pe piața locală.. Smartree a fost înființată în anul 2000 și are în prezent birouri în București, Craiova, Pitești și Timișoara .
Smartree deține platforma de soluții software integrate MyStaff™, dedicată managementului resurselor umane. Compania este partener în România al ADP - Automatic Data Processing (ADP) și oferă ADP Streamline® pentru contractele globale care necesită procesare salarială locală. ADP Streamline® este un serviciu global de externalizare de salarizare și administrare de personal, proiectat pentru organizații internaționale. Acesta combină expertiza serviciu ADP cu o rețea de parteneri pentru o singură soluție BPO.
Concurenții companiei pe piața locală sunt Paylex, TotalSoft, UCMS Group, dar și Paylogic, Wizrom sau Human Resources Planning.

## Istoric
Activitatea companiei Smartree a început în 2000, odată cu lansarea primului serviciu de recrutare online din România www.resurseumane.ro (vândut în 2004 către Neogen/BestJobs ) și a serviciului de salarizare externalizat (Payroll Business Process Outsourcing).
În 2003, ca urmare a extinderii activităților pe întreg teritoriul țării, Smartree a luat decizia de a deschide birouri regionale în Constanța, Timișoara, Pitești și Brașov. În același an Smartree România semnează cu E-Sign România primul contract cu semnătură electronică din România.
Smartree a devenit partener unic în România al ADP Streamline (Automatic de procesare a datelor, Inc - NASDAQ: ADP), cea mai mare companie de outsourcing din lume (http://www.adp.com/solutions/employer-services/streamline.aspx) în 2007. Pe baza acestui contract, Smartree gestionează, ca subcontractant, toate conturile de salarizare din România ale contractelor globale gestionate de ADP Streamline.

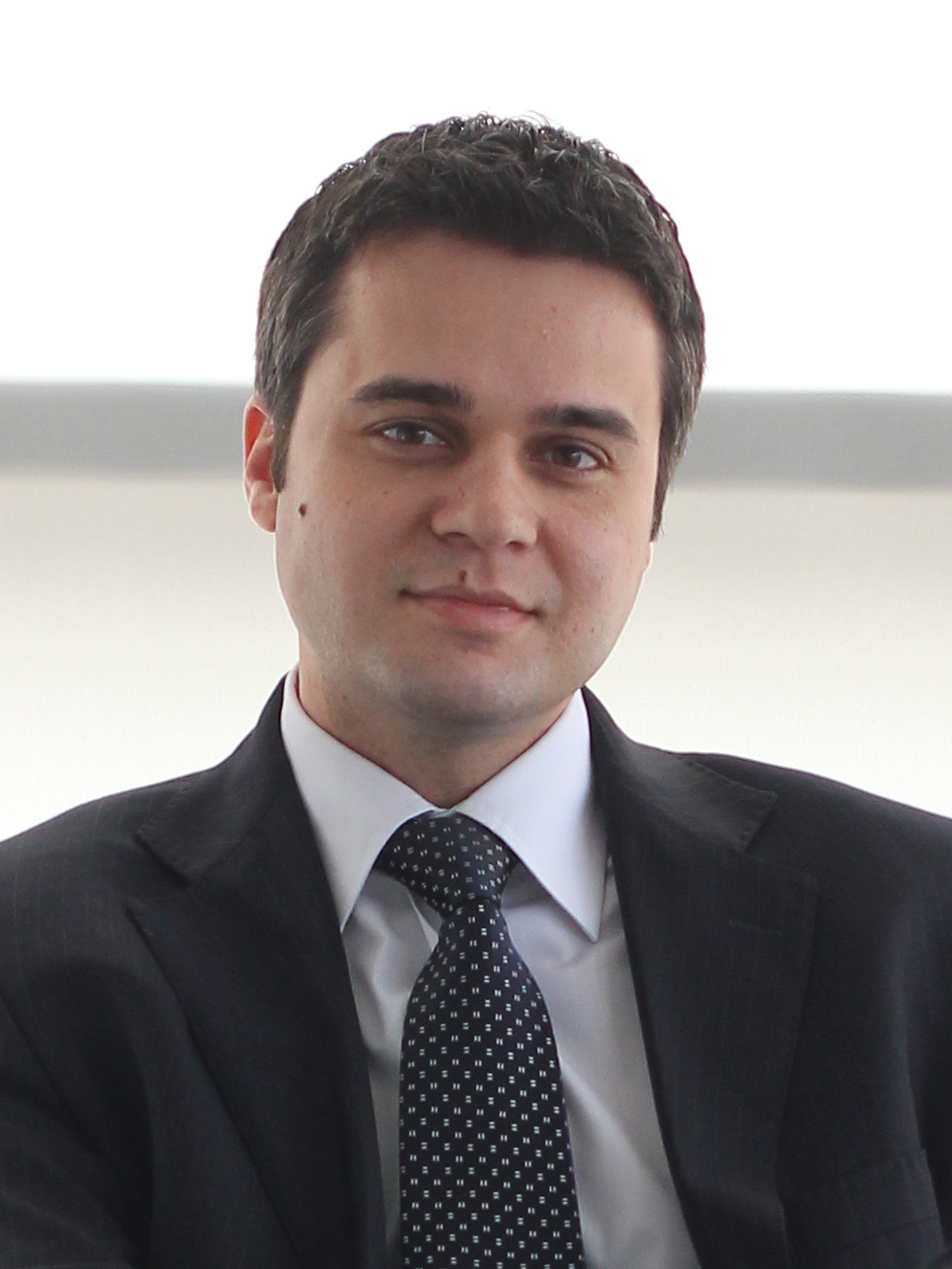
Adrian Stanciu, CEO Smartree România

În 2008, Smartree a dezvoltat intern o a treia generație de software de gestionare a resurselor umane, denumită MyStaff™. Aplicația de software conține în prezent (august 2013) 10 module: Personnel, Payroll, Time, Employee Self Service, Scheduler, Reporting, Notifier , Flexible Benefits, Documents și Recruitment .
În 2010, compania a fost cumpărată de fondul de investiții Enterprise Investors. Tranzacția dintre Smartree și Enterprise Venture Fund I (EVF I), fondul de venture capital administrat de Enterprise Investors, a fost prima de acest gen din România. Șase ani mai târziu, Enterprise Investors a finalizat tranzacția de exit din business-ul Smartree prin vânzarea pachetului integral de acțiuni către Cylatrea Investments.
Compania și-a diversificat serviciile prin dezvoltarea ca agent de muncă temporară în 2010.
În aprilie 2019, Alexandra Peligrad a preluat funcția de CEO Smartree. Alexandra Peligrad a ocupat timp de zece ani poziția de Finance Director al Smartree. Anterior colaborării cu Smartree, Alexandra Peligrad a ocupat diverse poziții-cheie în departamentele Financiar și Business Development din cadrul grupului Rompetrol și deține un Master în Business Administration la Central European University Business School și o certificare ACCA.
Smartree procesează anual 700.000 de angajați și are peste 200 de clienți, în majoritate companii multinaționale, dar și firme cu capital integral românesc.